# Patscherei
Die Patscherei war ein historisches Gasthaus unmittelbar an der sächsisch-böhmischen Grenze im westlichen Erzgebirge. Es gehörte zum böhmischen Goldenhöhe (Haus-Nr. 24), lag aber abseits des Ortes, war nur durch die Grenze von Ehrenzipfel bei Rittersgrün getrennt und konnte von dort betreten werden.
Das Fachwerkgebäude entstand unmittelbar nach dem Dreißigjährigen Krieg. Es diente zunächst als Bergwerksgebäude zur Verarbeitung der in der Grenzregion des Bergreviers Gottesgab gewonnenen Erze. Für den Betrieb des Pochwerks wurde das Wasser des Goldbaches genutzt, der unweit des Gebäudes in das Pöhlwasser mündet. Einige Meter südöstlich entstand nach dem Dreißigjährigen Krieg am Fahrweg nach Goldenhöhe unmittelbar an der Grenze ein Zainhammer, der 1677 in Betrieb war, aber bereits 1728 eingegangen war.
1831 erwarb Augustin Paatzsch die alte Erzwäsche nebst der zehn Hektar großen Hufenwiese  und einem Fischteich, um hier Landwirtschaft, Fischzucht und Köhlerei zu betreiben. 
Zunächst nur als Nebenverdienst gedacht, erwarb Ludmila Patsch 1875 die Konzession für einen Bierhandel. Daraus entwickelte sich das rege besuchte Gasthaus zur Patscherei, das 1917 ihr Sohn Moritz Patsch übernahm. 1940 ging das Gasthaus an Erich und Marga Patsch über. Sie wurden 1946 vertrieben, das seitdem leer stehende Gebäude wurde 1949/50 abgerissen.